# La donna della calda terra
La donna della calda terra è un film del 1978 diretto da José María Forqué.
Ambientato ai tropici, la pellicola è una coproduzione italo-spagnola.

## Trama
Un uomo che ha perso la moglie in un incidente sul fiume e una donna che sta cercando di dimenticare un amore difficile si incontrano. Dopo avere entrambi evocato il passato per cercare di resistere alla tentazione, i due si lasciano guidare dall'attrazione reciproca.

## Titoli alternativi
- La mujer de la tierra caliente (Spagna)
- Fury (USA)
- Le tropique du désir (Francia)
- Die Frau vom heissen Fluss (Germania)
- Die Frau vom heißen Fluß (Germania Ovest)
- Musta Emanuelle - kuuman maan nainen (Finlandia)[1]